# Una Mina d'amore
Una Mina d'amore, pubblicato nel 2004, è una raccolta della cantante italiana Mina.
Nel 2012, questa raccolta è stata rimossa dalla discografia sul sito ufficiale minamazzini.com.

## Descrizione
È una compilation di 18 brani, scelti da Sergio Menchini, che hanno come tema principale l'amore. La copertina è un disegno di Gianni Ronco, tratto dal libro Mina disegnata fotografata, edizioni Copia d'Autore.
Inediti contenuti nel CD:
- Amorevole
Il brano è la prima versione del 1959, una seconda versione di Amorevole con il solo accompagnamento del piano, si trova nell'album Baby Gate del 1974.
- Sentimentale
Il brano, scritto da Lelio Luttazzi, è stato inciso da Mina nel 1960 era già stato incluso in Mina rarità del 1989, non facente parte della discografia ufficiale. Esiste un altro brano dal titolo Sentimentale incluso nell'album Mina del 1971, ma si tratta di un'altra canzone scritta da Sergio Bardotti su musica di Lucio Dalla.
- Proteggimi
45 giri, lato A; il lato B è L'ultima preghiera contenuto in Una Mina fa (1987) non facente parte della discografia ufficiale.

Curiosità riguardanti altri brani inclusi in questa raccolta:
- Il cielo in una stanza
Il brano, di cui esistono tre versioni, è quello originale inciso nel 1960, la seconda è del 1969, per l'album I discorsi contenuta anche in Le più belle canzoni italiane interpretate da Mina, la terza è del 1988 con il solo accompagnamento al piano di Renato Sellani per l'album Oggi ti amo di più.
- Passione
Il brano è la versione del 1961, tratto dal film Io bacio... tu baci, pubblicato per la prima volta nel 1998 nell'album Mina Gold. Mina ha inciso una nuova versione di Passione per l'album Napoli del 1996.
- La verità
Il brano è stato inciso nel 1959. Col titolo La verità esiste un'altra canzone, cover di un brano inciso in italiano da Paul Anka nel 1965 contenuta nell'album Catene del 1984.

## Tracce
1. Il cielo in una stanza - 2:54 - Tratta da Il cielo in una stanza (1960).
2. Amorevole - 2:28 - (inedito su album)  (Vittorio Buffoli-Vito Pallavicini-Pino Massara) (1959)
3. Come sinfonia - 2:37 - Tratta da Due note (1961).
4. È vero - 3:00 - Tratta da Tintarella di luna (1960).
5. Due note - 3:34 - Tratta da Due note (1961).
6. Io amo, tu ami - 3:23 - Tratta da Due note (1961).
7. Le tue mani - 3:40 - Tratta da Renato (1962).
8. Passione - 1:59 - Tratta da Mina Gold (1998).
9. 'Na sera 'e maggio - 3:17 - Tratta da Due note (1961).
10. Invoco te - 3:03 - Tratta da Il cielo in una stanza (1960).
11. Non partir - 2:04 - Tratta da Mina Gold 2 (1999).
12. Sentimentale - 2:51 - (inedito su album)  (Lelio Luttazzi) (1960)
13. La verità - 2:06 - Tratta da Tintarella di luna (1960).
14. La notte - 2:28 - Tratta da Mina Gold 2 (1999).
15. Piano - 3:03 - Tratta da Due note (1961).
16. Tu sei mio - 2:13 - Tratta da Moliendo café (1962).
17. Nessuno - 2:14 - Tratta da Tintarella di luna (1960).
18. Proteggimi - 2:54 - (inedito su album)  (Pier Emilio Bassi-Laura Zanin) (1959)

## Versioni tracce
- Amorevole:

versione del '74, vedi Baby Gate